# Guy Chambers
Guy Antony Chambers (ur. 12 stycznia 1963 w Londynie) – brytyjski kompozytor i producent muzyczny, znany z wieloletniej współpracy artystycznej z Robbiem Williamsem.

## Kariera zawodowa
Współpracował, zarówno jako autor tekstów, jak i producent, przy pierwszych pięciu albumach Robbiego Williamsa. Wszystkie osiągnęły pozycję numer 1 w Wielkiej Brytanii i sprzedały się na całym świecie w ponad 40 milionach egzemplarzy. Chambers napisał większość z najbardziej znanych piosenek Williamsa, m.in.: Rock DJ, Feel, Millenium, Let Me Entertain You i Angels.
Zakończył współpracę z Robbiem Williamsem w roku 2002, po nagraniu ich piątego wspólnego albumu Escapology. Następnie współpracował z rockowym zespołem INXS, produkując i pisząc piosenki na ich album Switch z 2005 roku.
Napisał również piosenki dla londyńskiego zespołu pop-rockowego Busted, takie jak Fake i Better Than This, z ich drugiego albumu A Present for Everyone.
W 2022 roku współpracował z austriackim muzykiem Tricksterem, pisząc i produkując pełną wulgaryzmów świąteczną piosenkę, która odzwierciedlała napięcia i stres tamtego roku (utwór stał się viralem).

## Nagrody
- 3 Ivor Novello Awards
- 3 Brit Awards
- Q Classic Songwriter Award
- MMF Best Produced Record Award